# Наївне мистецтво

Марка Укрпошти з малюнком Марії Примаченко

Граффіті із зображенням футболіста Папа Гує, Харків, анонімний автор

Наї́вне мисте́цтво (англ. naïve art) — один з напрямів примітивізму XVIII–XXI ст., що включає як самодіяльне мистецтво (живопис, графіку, декоративне мистецтво, скульптуру, архітектуру), так і образотворчі роботи художників-самоучок, які світоглядно входять до загальної  народної творчості.

## Представники
На рубежі XIX–XX ст. яскравим представником наївного мистецтва був французький художник Анрі Руссо. На початку XX століття в Грузії працював Ніко Піросманішвілі, в США — Бабуся Мозес, в Україні — Марія Примаченко, Катерина Білокур, Семерня Олесь, Поліна Райко, Никифор Дровняк. У Сербії та Хорватії активно розвивалося наївне мистецтво, засноване на живопису на склі, передусім, роботи Івана Генералича.
Яскравими сучасними представниками наївного мистецтва є українка Поліна Райко, росіянин Василь Ложкін та Олена Волкова.

## Художники

### XVIII століття
- Олуф Брарен (1787–1839)
- Юстус Далі (1793–1878)
- Едвард Хікс (1780–1849)
- Джошуа Джонсон (1763–1824)

### XIX століття
- Ілля Башичевич (1895–1972)
- Андре Бошан (1873–1958)
- Каміль Бомбуа (1883–1970)
- Сем Бірн (1883–1978)
- Чарльз Каллінз (1887–1982)
- Фердинанд Шеваль, відомий як "le facteur Cheval" (1836–1924)
- Денис Корбет (1826–1910)
- Генрі Даргер (1892–1973)
- Теора Гамблетт (1895–1977)
- Mary Jewels (1886–1977)
- Джон Кейн (1860–1934)
- Алена Кіш (1889 або 1896–1949) Білорусь
- Арнольд Крамер (1882–1976)
- Олоф Кранс (1838–1916)
- Антоніо Лігабу (1899–1965)
- Кандідо Лопес (1840–1902)
- Серафіна Луї, відома як „Серафіна де Сенліс” (1864–1942)
- Л. С. Лоурі (1887–1976)
- Бабуся Мойсей, Анна Мері Робертсон (1860–1961)
- Нікіфор (1895–1968) Польща
- Теофіл Оцепка (1891–1978) Польща
- Горацій Піппін (1888–1946)
- Ніко Піросмані (1862–1918) Грузія
- Пітер Ріндісбахер (1806–1834) США, н. Швейцарія
- Барбаро Рівас (1893–1967) Венесуела
- Анрі Руссо (1844–1910) Франція
- Джон Серл (1894–1993) США
- Matija Skurjeni (1898–1990) Хорватія
- Генрі Стоклі (1892–1982), Велика Британія
- Лавослав Торті (1875–1942) Хорватія
- Мірко Віріус (1889–1943) Хорватія
- Мігель Гарсія Віванкос (1895–1972)
- Луї Вівін (1861–1936)
- Альфред Валліс (1855–1942)
- Скотті Вілсон (1890–1972)
- Еллінор Айкі (1893–1969)

### XX століття
- Геснер Абеляр (1922)
- Андреас Аларієсто (1900—1989), Фінляндія
- Альона Азерна (1966), Росія
- Френсіс Бекон (1909—1992)
- Ян Бакур (1937), Сербія
- Ян Балет (1913—2009)
- Ніна Барка (Марія Смірський) (1908—1986)
- Катерина Білокур (1900—1961), Україна
- Янко Брашич (1906—1994)
- Фредерік Брюлі Буабре (1923)
- Євген Буктеніка (1914—1997), Хорватія
- Зузана Чалупова (1925—2001), Ковачаца (Воєводина), Сербія
- Пауліна Констансія (1970), Філіппіни
- Мішель Делакруа (1933), Франція
- Префе Дюффо (1923)
- Емерік Феєш (1904—1969), Хорватія
- Говард Фінстер (1916—2001)
- Роберт-Еміль Фортін (1945—2004), Канада
- Люсі Фрадкін (1953), США
- Джордж Фредерікс (1929)
- Хосе Родрігес Фастер (1946), Куба
- Драган Гажі (1930—1983), Хорватія
- Іван Генераліч (1914—1992) Хлебіне, Хорватія
- Йосип Генераліч (1935—2004) Хлебіне, Хорватія
- Мокарраме Ганбарі (1928—2005), Іран
- Петронеле Герлікієне (1905—1979)
- Petar Grgec (1933—2006), Хорватія
- Джеймс Хемптон (1909—1964), США
- Крсто Гегедушич (1901—1975), Хорватія
- Ян Гусарік (1942), Падіна, Сербія
- Даніель Джонстон (1961—2019), Остін, США
- Драго Юрак (1911—1994), Хорватія
- Боб Джастін (1941)
- Ференц Кальмар (1928)
- Мійо Ковачич (1935), Хорватія
- Зігфрід Л. Кратохвіль (1916—2005), Австрія
- Іван Лацкович Кроата (1932—2004), Хорватія
- Павло Леонов (1920—2011), Росія
- Мод Льюїс (1903—1970), Канада
- Мануель Лепе Македо (1936—1984)
- Феррейра Луї Маріус (1953)
- Катя Медведєва (1937), Росія
- Мартін Мехкек (1936—2014), Хорватія
- Мануель Мендіве (1944), Куба
- Добросав Мілоєвич (1948), Сербія[1]
- Етель Райт Мохамед (1906—1992), США
- Franjo Mraz (1910—1981) Hlebine, Хорватія
- Navitrolla (1970), Естонія
- Раді Недельчев (1938), Болгарія
- Норман Неасом (1915—2010)
- Мері Ноль (1914—2001), Фокс Пойнт, Вісконсин
- Сторінка Дерольда (1947)
- Стен Іоан Патраш (1908—1977), Румунія
- Брайан Пірс (1929—2007)
- Маріо Перес (1943)
- Нан Фелпс (1904—1990), США
- Марія Приймаченко (1908—1997), Україна
- Поліна Райко (1927—2004), Україна
- Алевтина Пижова (1936—2021), Росія
- Іван Рабузін (1921—2008), Хорватія
- Маркі Робінсон (1918—1999), Ірландія
- Костянтин Родько (1908—1995)
- Василь Романенков (1953—2013), Росія
- Хайнц Зеліг (1909—1992), Ізраїль
- Єшаяяху Шейнфельд (1909—1979), Ізраїль[2]
- Мері Майкл Шеллі (1950)
- Олесь Семерня (1936—2012), Україна
- Кріс (художник Сімпсонів) (1983), Англія
- Петро Смаїч (1910—1985), Хорватія
- Пітер Сміт (1967)
- Славко Стольник (1929—1991), Хорватія
- Бунлеуа Сулілат (1932—1996)
- Драгіша Станісавлевич (1921)
- Чайбія Талал (1929—2004)
- Брача Тернер (1922)
- Клаудія Веккіареллі (1978—2009), Італія
- Іван Веченай (1920—2013), Хорватія
- Гвідо Ведовато (1961), Італія
- Артур Вільнев (1910—1990), Канада
- Олена Волкова (1915—2013)
- Сергій Заграєвський (1964), Росія
- Рафаель Перес (1965), Ізраїль
- Фред Йейтс (1922—2008)
- Олена Рибальченко (1928—2023), Україна
- Володимир Лобода (1943—2023), Україна
- Людмила Лобода, Україна
- Дмитро Молдованов (1967), Україна
- Микола Малишко (1938), Україна
- Ніко Піросмані (1862— 1918), Грузія

## Зібрання
- У Німеччині найбільшим зібранням є музей Шарлотти Цандер.
- Музей наївного мистецтва А. Жаковського (Ніцца, Франція).
- У Загребі діє Хорватський музей наївного мистецтва.

## Галерея

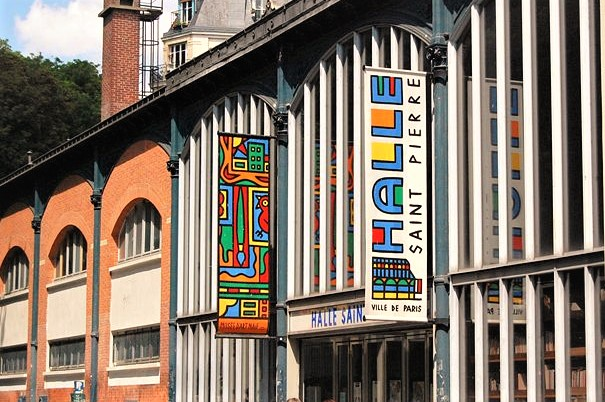
Музей наївного мистецтва в Парижі
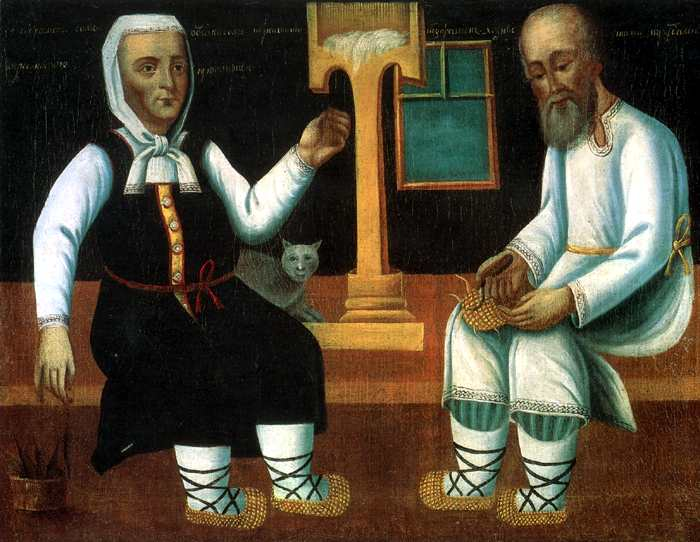
Наївна картина
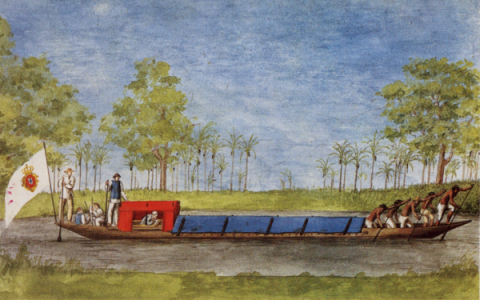
Наївна картина невідомого художника, 1792
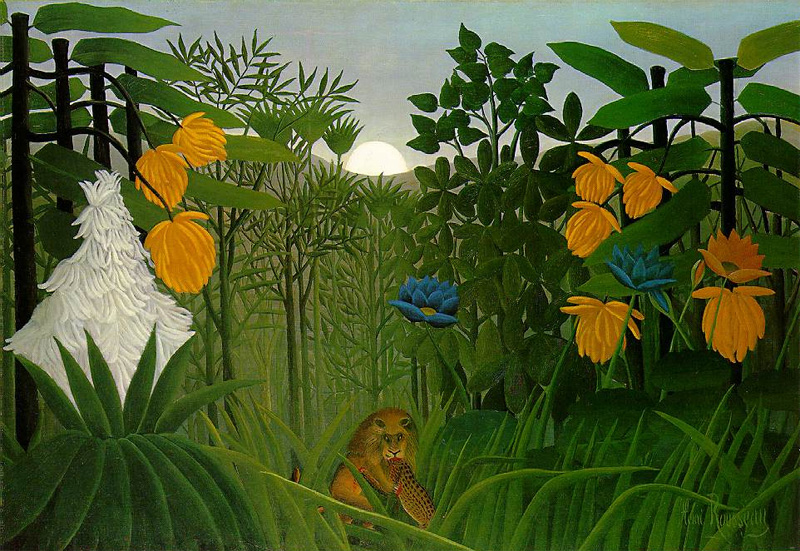
Анрі Руссо. Трапеза лева, бл. 1907
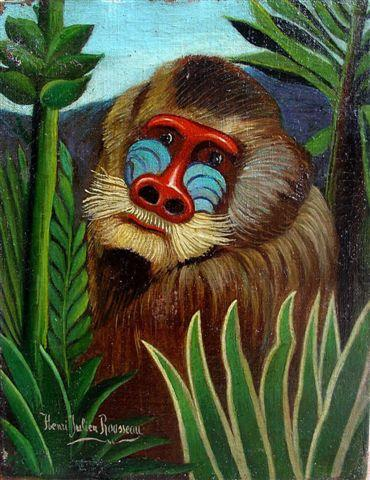
Анрі Руссо. Мандріл в джунглях, 1909
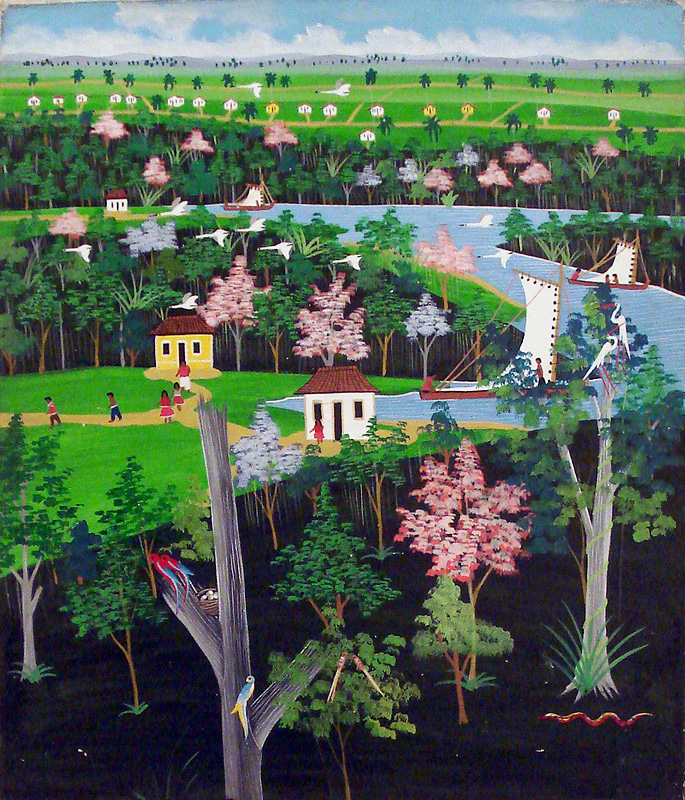
Краєвид. Невідомий художник з Пернамбуко, Бразилія
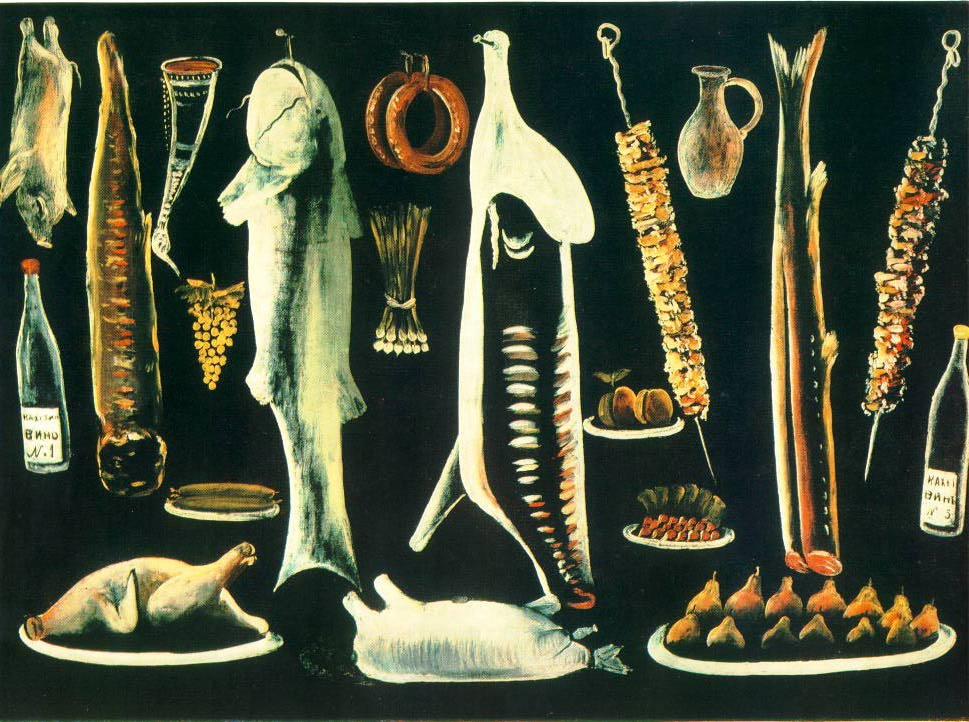
Ніко Піросмані (1862–1918). Натюрморт, 1900
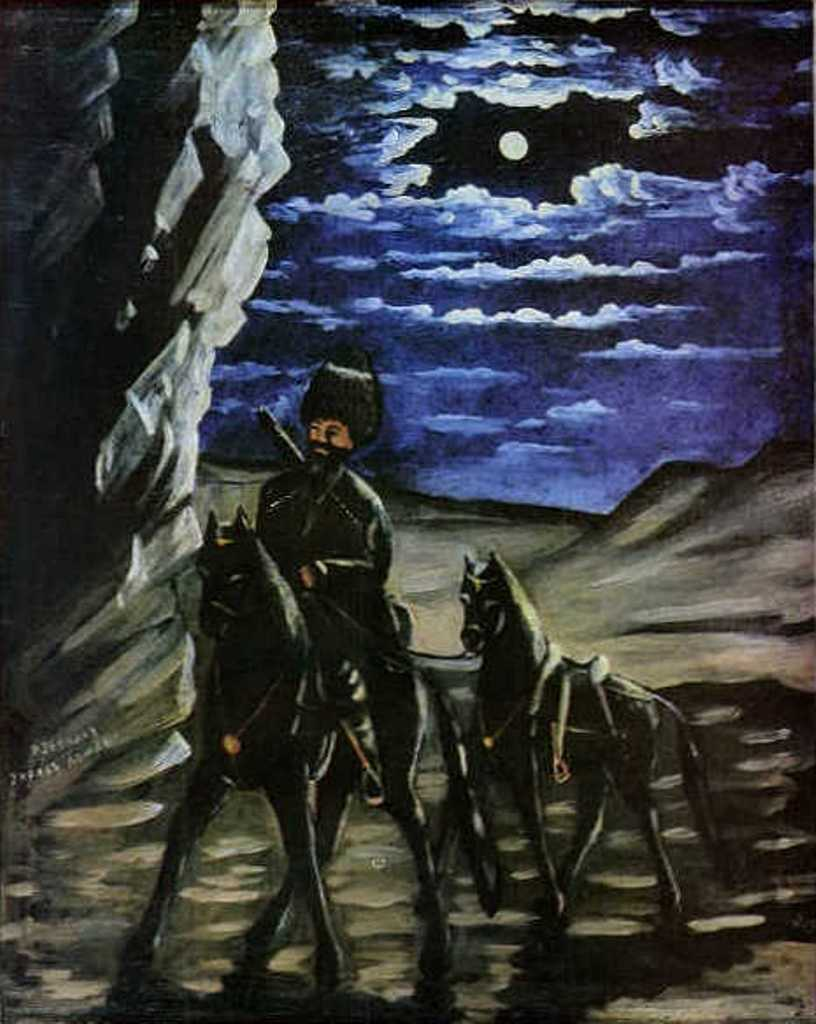
Ніко Піросмані «Крадій з конем», 1918
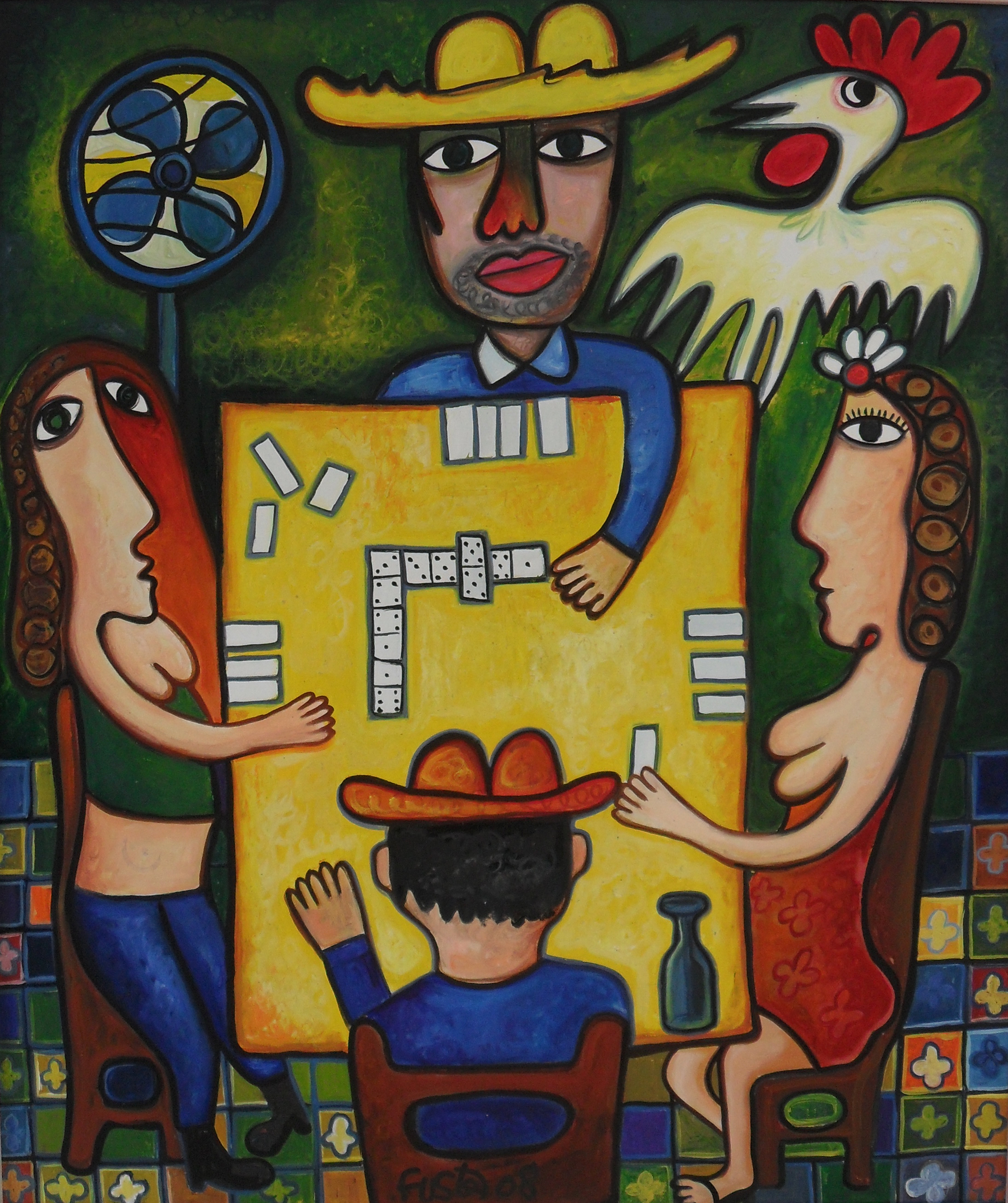
The Domino Players (Juego de Domino), Oil on canvas, by Cuban artist José Rodríguez Fuster
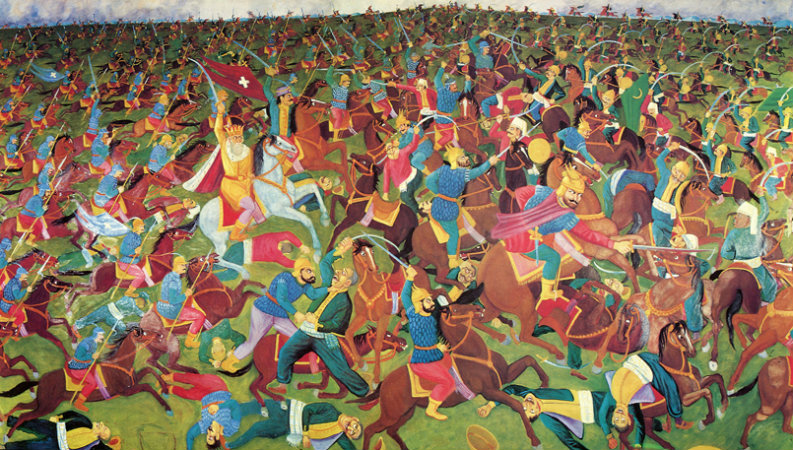
An example of Janko Brašić's work. Kosovski Boj (the Battle of Kosovo)
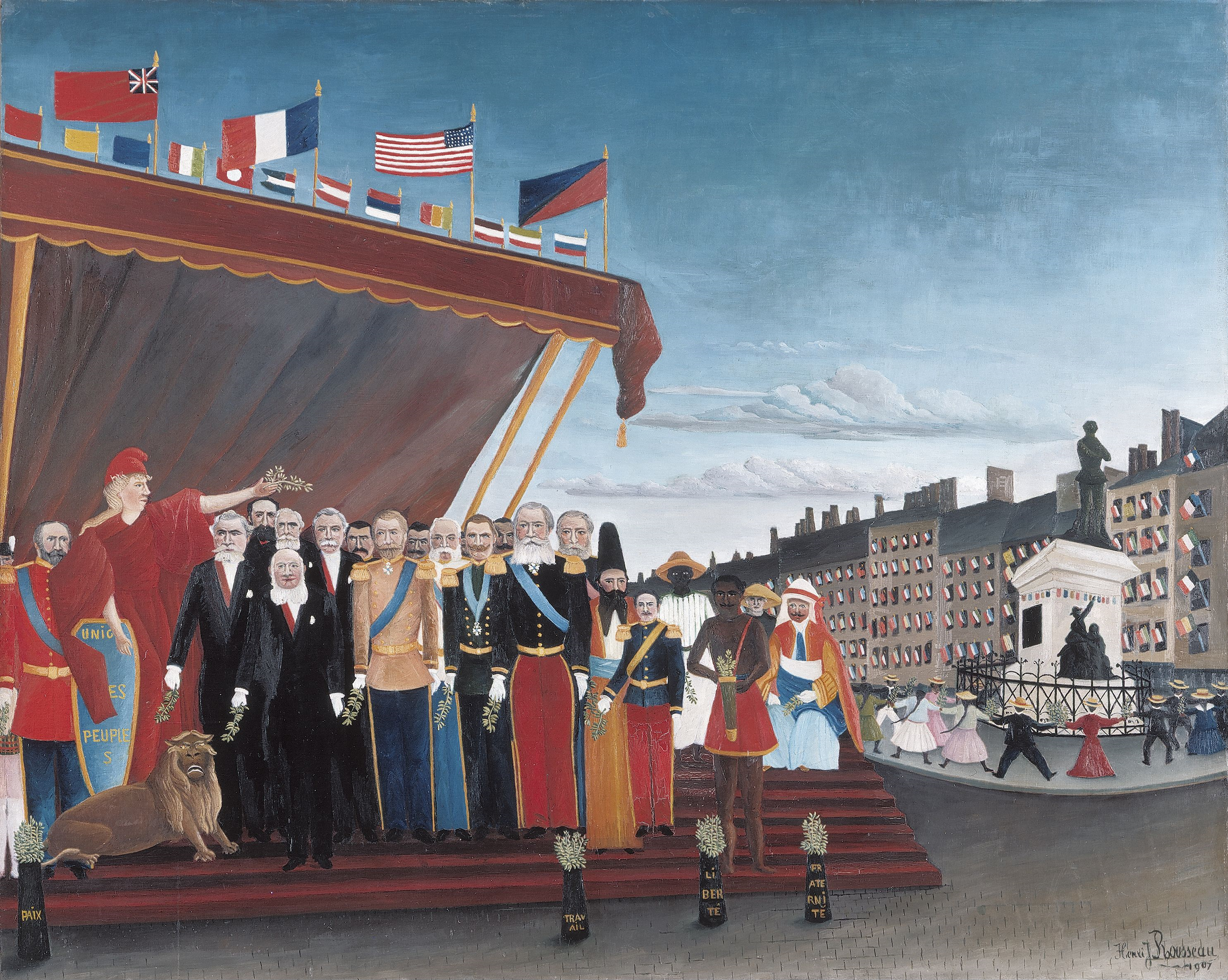
Анрі Руссо, Ulkomaiden edustajat saapuvat tervehtimään tasavaltaa rauhan merkkinä, 1907
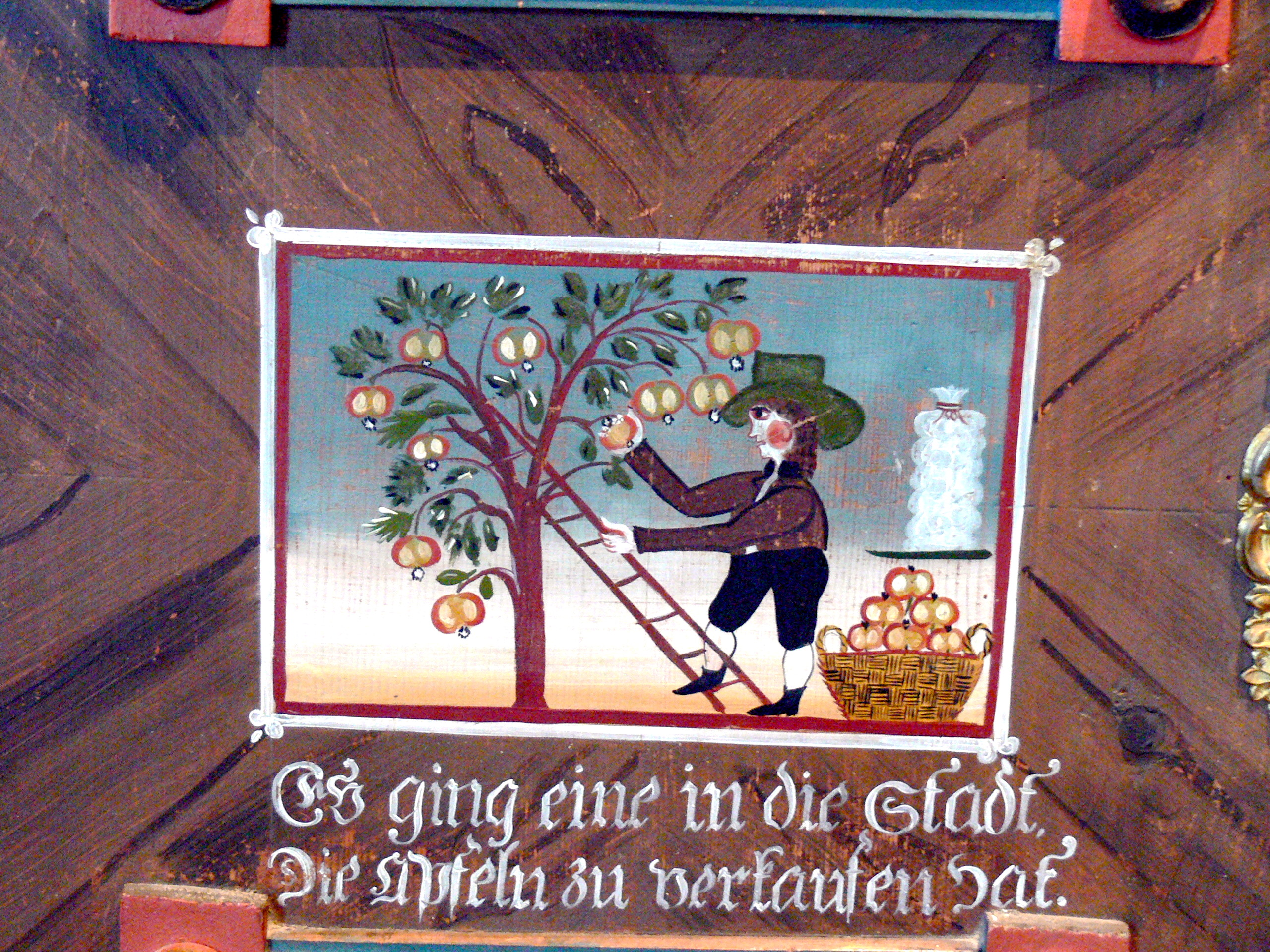
Vaatekaapin oveen tehty omenia poimivaa naista esittävä maalaus. Trautenfelsin linnan museo, Itävalta
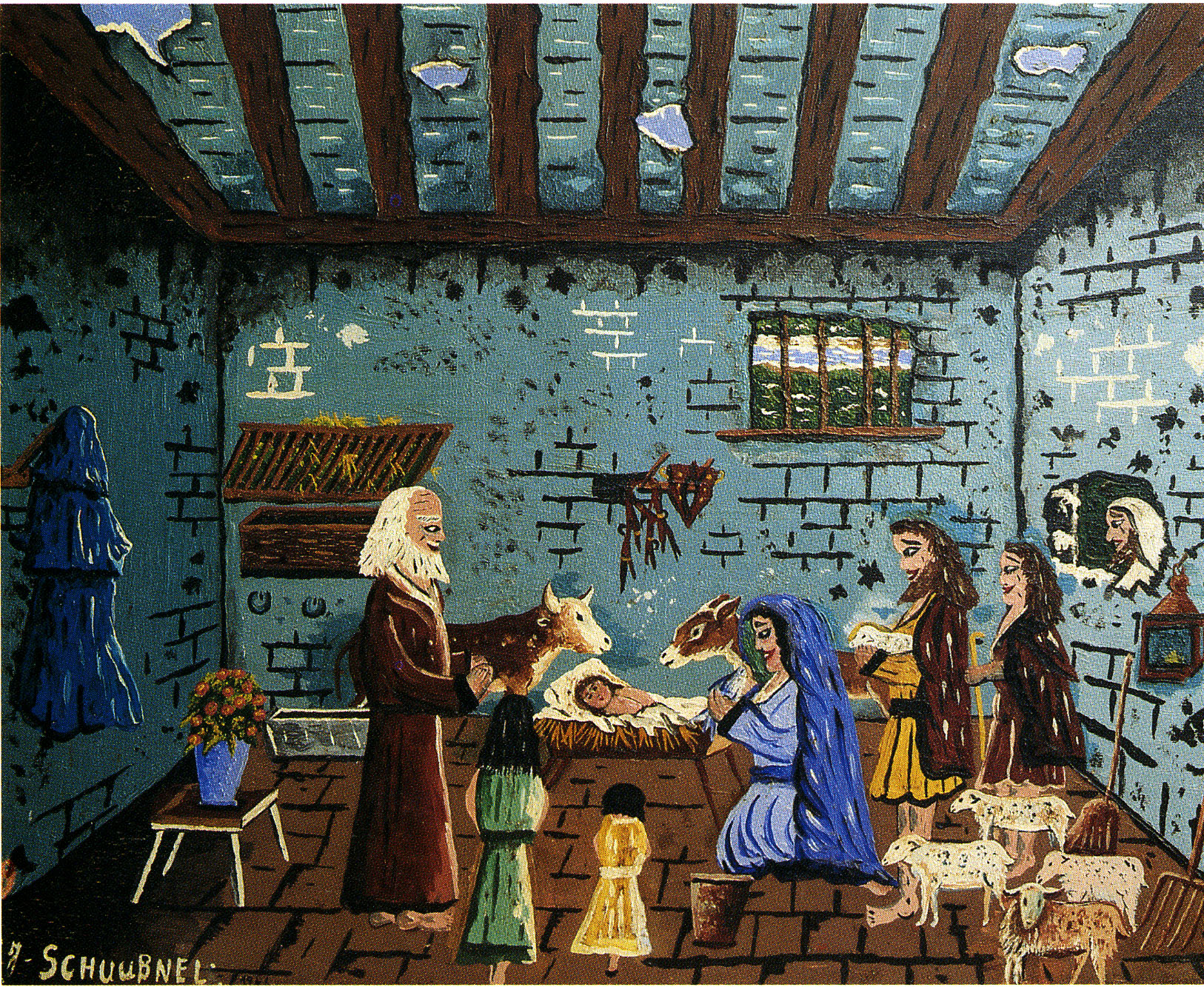
Jean Schubnel, Kristuksen syntymä
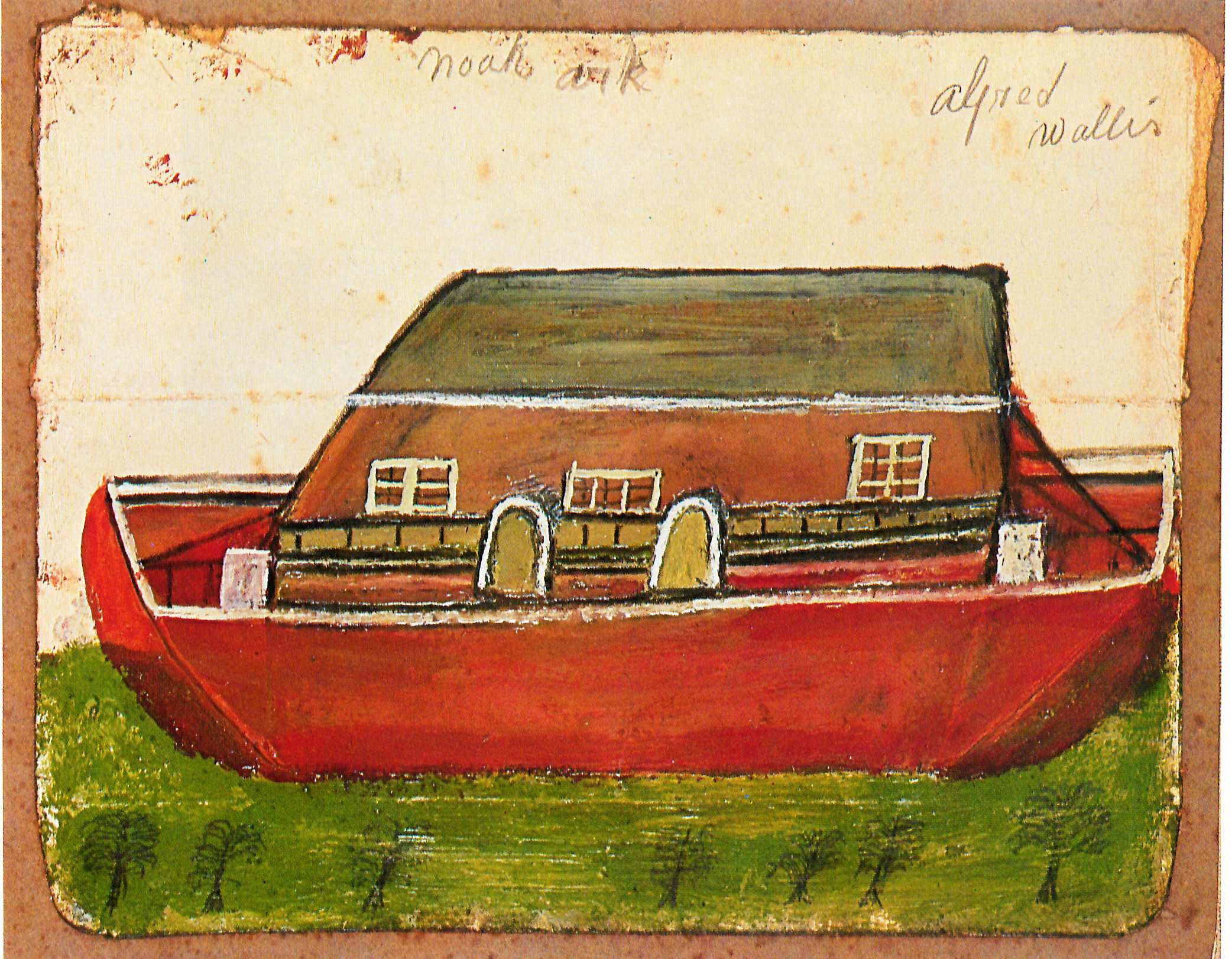
Альфред Уолліс. «Ноїв ковчег» (до 1942)
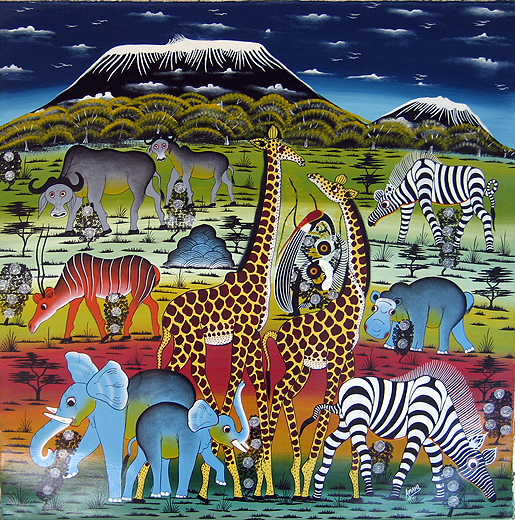
Картина Амані в стилі тінгатінга
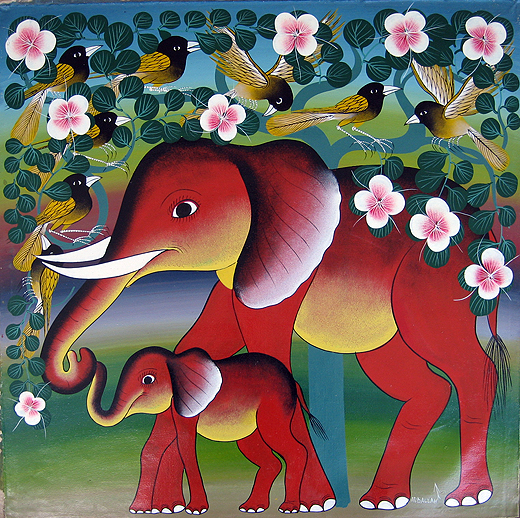
Abdallah
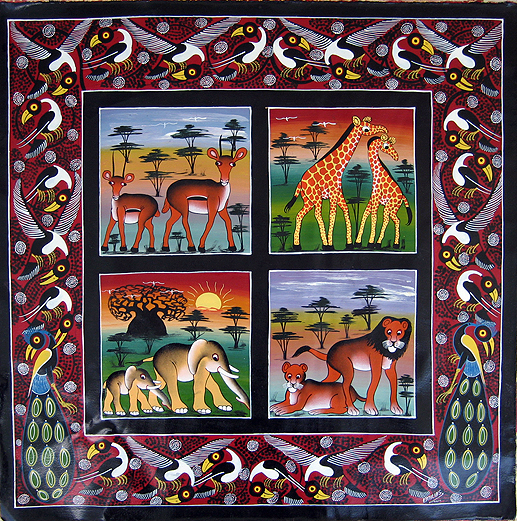
Emilias
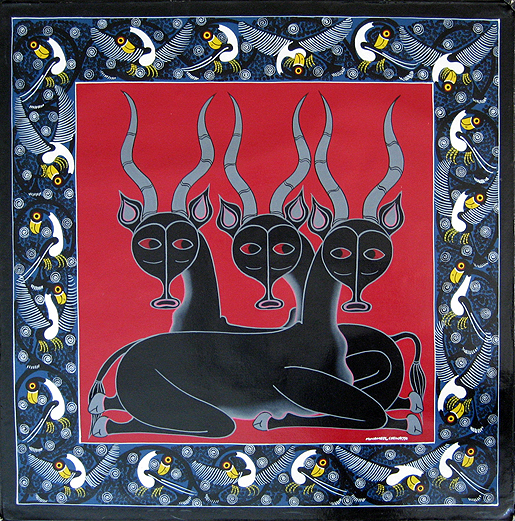
Mwamedi Chiwaya
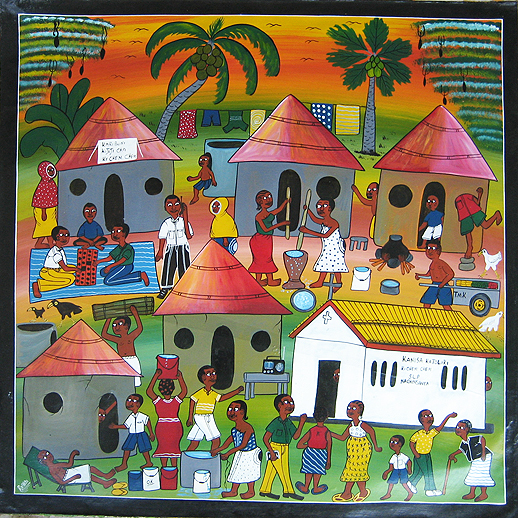
Kichem Chem door Rashidi
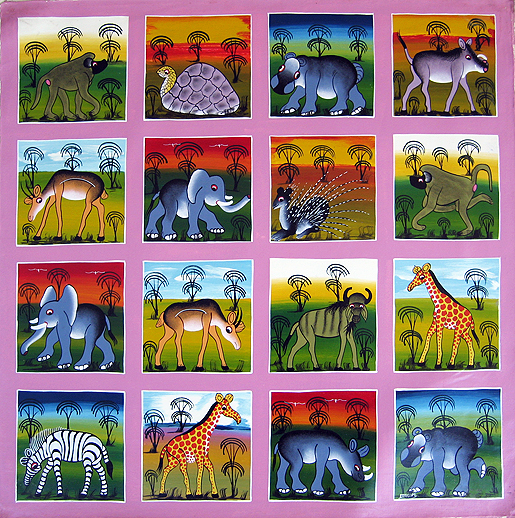
Emilias
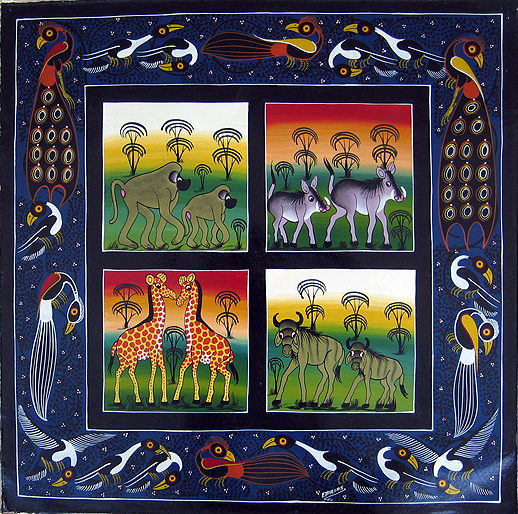
Emilias
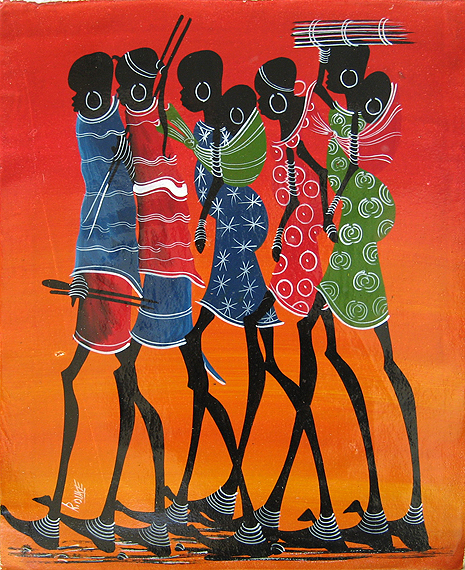
Duke
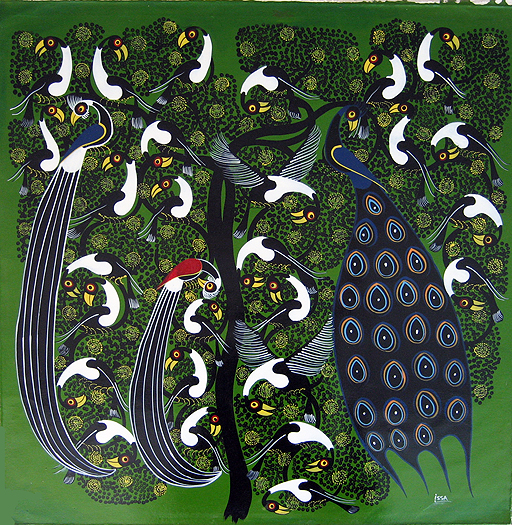
Issa
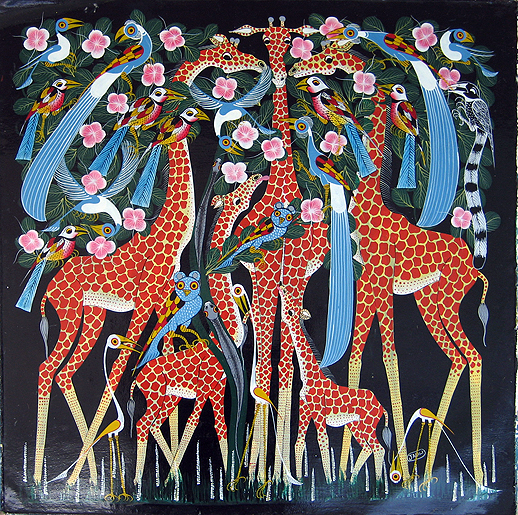
Jabili
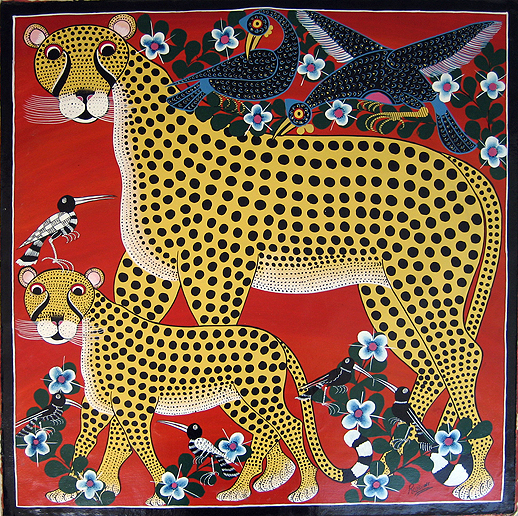
Rubuni
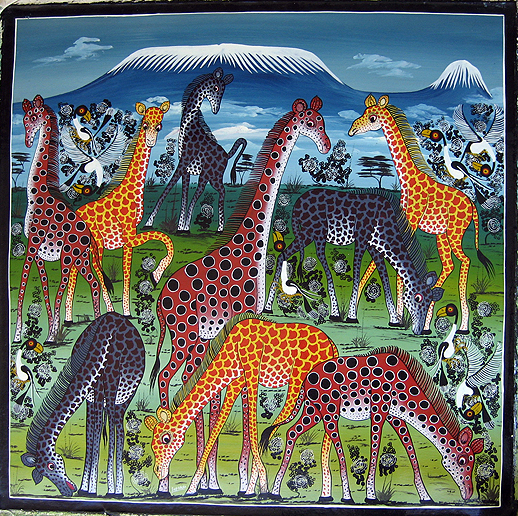
Sufiani
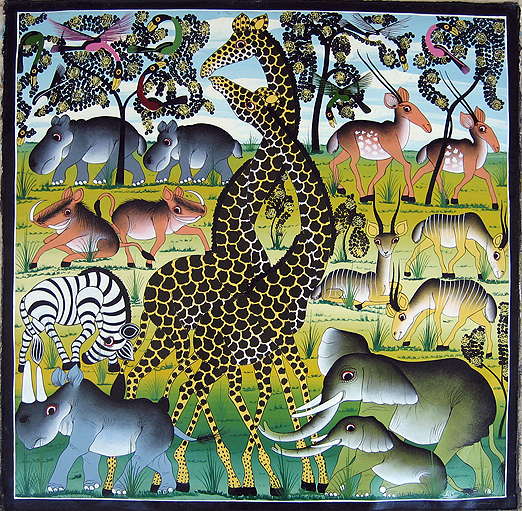
Ally
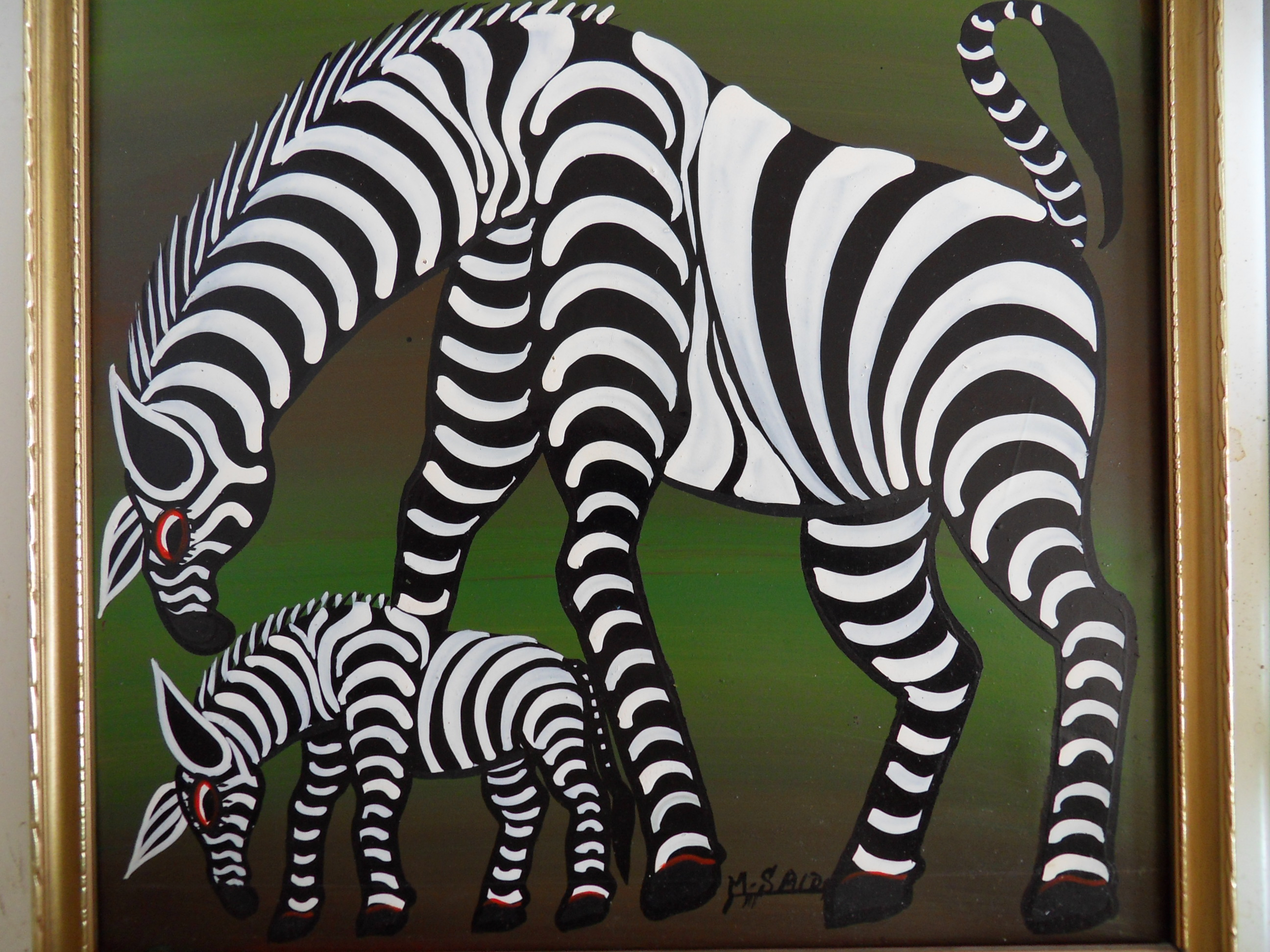